# L'Eau Frais (rivière)
La rivière L'Eau Frais (L'Eau Frais Creek) est un cours d'eau situé au sud-est de l'État de l'Arkansas aux États-Unis. L'Eau Frais est un affluent de la rivière Ouachita, donc un sous-affluent du Mississippi.

## Étymologie
Son nom lui fut donné par les premiers trappeurs et coureurs des bois français et Canadiens français à l'époque de la Nouvelle-France et de la Louisiane française. Elle est également dénommée L'Eau Fraiche Creek ou encore Bayou Lafriet.

## Géographie
Sa longueur est d'environ 50 km de long.
La rivière prend sa source par deux branches, L'Eau Frais Creek et Little L'Eau Frais Creek, au sud de la ville de Malvern dans le comté de Hot Spring. Elle s'écoule ensuite vers le sud, à travers le comté de Clark où elle se jette dans la rivière Ouachita à une dizaine de kilomètres au sud de la ville d'Arkadelphia.